# زفافيان
زفافيان هو فيلم رومانسي كوميدي لبناني تم إنتاجه في سنة 2017 من إخراج كارولين ميلان وتأليف شكري أنيس فاخوري وبطولة كارلوس عازار و إيميه صياح و بيار شماسيان و ميراي بانوسيان و مارينال سركيس وتوزيع شركة إيغل للأفلام.

## القصة
تضع سيدة ثرية شرطًا أمام حفيدها سامي لكي يستطيع الحصول على ميراثه المستحق، وهو أن يتزوج من فتاة تشبه إحدى صديقاتها، ويقرر بدء رحلة البحث عن فتاة بالمواصفات المطلوبة، وتظهر الفتاة المطلوبة وهي فتاة أرمنية تدعى سيفانا، إلا أنه يظطر لمواجهة عائلتها التي لا تقبل من تزويجها من شخص غير أرمني.

## البطولة
- كارلوس عازار بدور سامي
- إيميه صياح بدور سيفانا
- بيار شماسيان بدور هاغوب
- ميراي بانوسيان بدور سوسي
- جناح فاخوري بدور عبلة
- مارينال سركيس بدور دورا
- سينتيا خليفة بدور أمل
- جهاد الأندري بدور عاطف
- عاطف العلم بدور سلوم
- هاروت سامويان بدور هيراتش
- عايده ماهسيريجيان بدور أوسانا
- ليندا ميجورديجان بدور هازميك
- كارلا بطرس بدور نفسها
- فادي الرفاعي بدور نفسه